# Contea di Qing'an
La contea di Qing'an (庆安县S, Qìng'ān XiànP) è una contea della Cina, situata nella provincia di Heilongjiang e amministrata dalla prefettura di Suihua.